# What You Know
What You Know это песня северо-ирландской инди-рок-группы Two Door Cinema Club.

## Музыкальное видео
Музыкальное видео для «What You Know» был загружен на Youtube 11 января 2011 года. Видео было снято и спродюсировано Лопе Серрано из Канады. На видео присутствовали испанские танцовщицы.

## Список композиций
- Цифровой сингл

1. "What You Know" – 3:09

## Участники записи
- Вокал – Two Door Cinema Club
- Продюсерs – Элиот Джеймс
- Слова – Алекс Тримбл, Сэм Халлидэй, Кевин Бэйрд.

## Чарты
| Чарт (2011)                                  | Максимальная позиция |
| -------------------------------------------- | -------------------- |
| Шотландия (OCC Scotland)                     | 56                   |
| Великобритания (OCC UK Singles)              | 64                   |
| США (Billboard Alternative Airplay)          | 22                   |
| США (Billboard Hot Rock & Alternative Songs) | 40                   |

## Дата выпуска
| Регион         | Дата            | Формат         | Лейбл   |
| -------------- | --------------- | -------------- | ------- |
| Великобритания | 7 February 2011 | Цифровой сингл | Kitsuné |